# Z-DNA
Z-DNA je jedna z mnoha možných dvoušroubovicových struktur DNA. Jedná se o levotočivý útvar, ve kterém se šroubovice stáčí vlevo (na rozdíl od běžnější B-DNA, jejíž šroubovice se stáčí doprava) podle „cik-cak“ vzoru. Společně s A-DNA a B-DNA je Z-DNA uznávána za jednu ze tří biologicky činných dvoušroubovicových struktur.

Struktura Z-DNA

## Historie
Z-DNA byla první objasněná krystalická struktura DNA molekuly. Tento objev učinili Andrew Wang, Alexander Rich a jejich spolupracovníci v roce 1979 v MIT. Pokusná krystalizace z B- na Z-DNA spojení v roce 2005 umožnila lepší pochopení úlohy, kterou hraje Z-DNA pro buňky.
V roce 2007 byla RNA varianta Z-DNA popsána jako transformace A-RNA dvojité šroubovice na dvojitou levotočivou šroubovici.

## Struktura
Z-DNA je poměrně odlišná od pravotočivých forem. Ve skutečnosti se Z-DNA často porovnává s B-DNA pro pochopení největších rozdílů. Jak již bylo řečeno, šroubovice Z-DNA je levotočivá a její struktura se opakuje vždy po dvou základních párech. Malý a velký žlábek na rozdíl od A- a B-DNA vykazují rozdílnou šířku. Z-DNA může vytvořit spojení s B-DNA ve struktuře, která umožňuje extruzi základního páru.

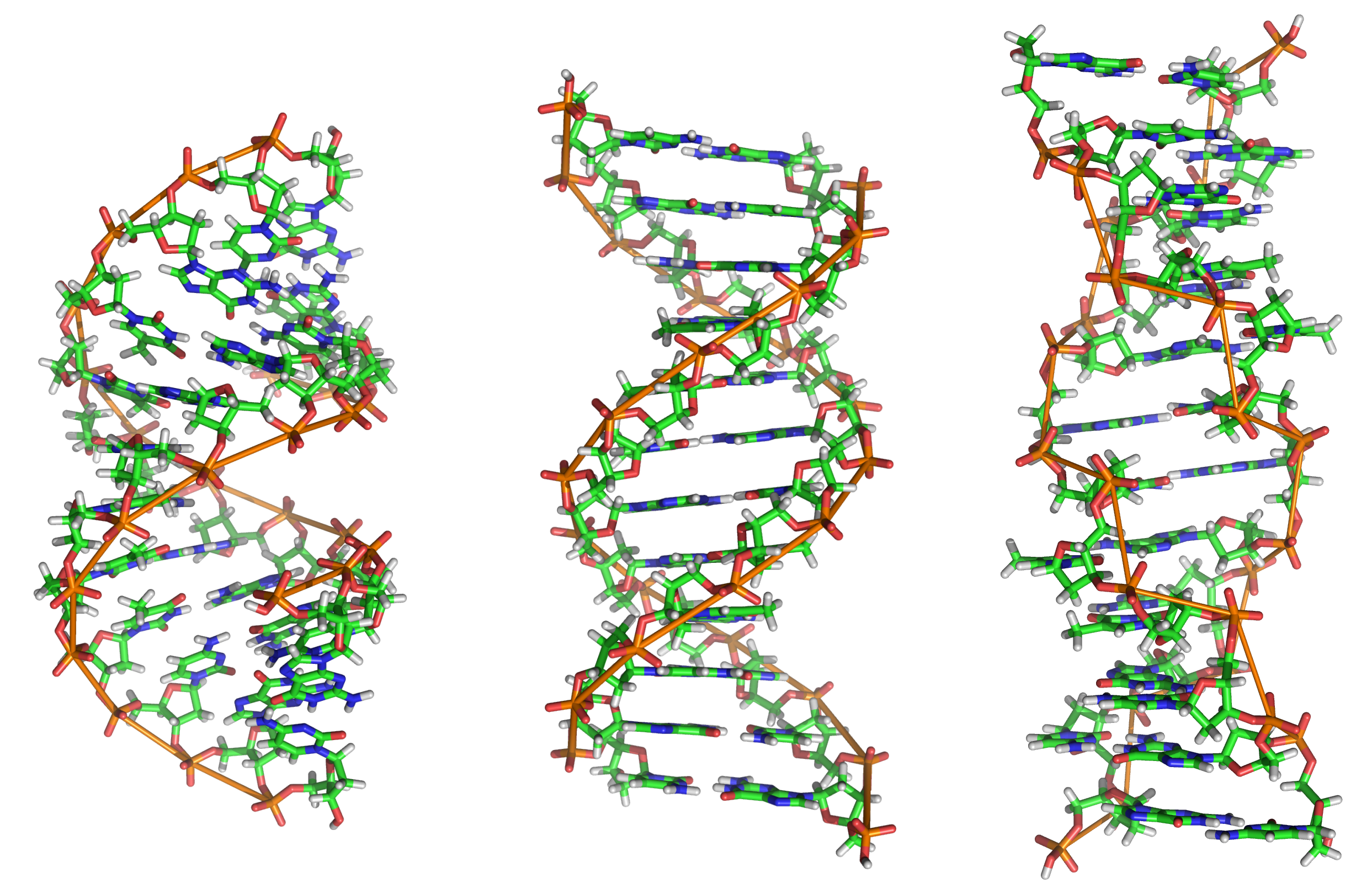
Boční pohled na A-, B-, a Z-DNA

### Předpovídání Z-DNA struktury
Je možné předem určit pravděpodobnost, s jakou DNA sekvence zformuje Z-DNA strukturu. Algoritmus pro výpočet náchylnosti reformace z B- na Z- formu, ZHunt, byl vytvořen doktorem P. Shing Ho v roce 1984 v MIT. Tento algoritmus později vyvíjeli Tracy Camp, P. Christoph Champ, Sandor Maurice, a Jeffrey M. Vargason v čele s P. Shing Ho pro použití k mapování genetických informací uložených v Z-DNA.

## Biologický význam
Ačkoli definitivní biologický význam Z-DNA nebyl stanoven, usuzuje se, že jejím účelem je zajišťovat podporu transkripce DNA. Potenciál pro zformování Z-DNA formace také koreluje s regiony aktivní transkripce.
Přechod DNA do Z-formy je mechanismus účinku toxického efektu ethidium bromidu na trypanozomy. Ethidium bromid se interkaluje do jejich kinetoplastidové DNA, což rozvolňuje strukturu DNA až do úrovně přechodu na Z-formu, což vyvolává zablokování transkripce jejich kinetoplastidové DNA.

## Porovnání sestavení některých forem DNA
| Atribut                                         | A-DNA            | B-DNA            | Z-DNA                    |
| Točivá tendence šroubovice (chiralita)          | pravotočivá      | pravotočivá      | levotočivá               |
| Opakování                                       | po každém páru   | po každém páru   | po každých dvou párech   |
| Otočení po každém opakování                     | 32,7°            | 34,3°            | -60°/2 páry              |
| Průměrný počet párů na jedno otočení šroubovice | 11               | 10,5             | 12                       |
| Sklon páru k ose                                | 20°              | −1,2°            | -9°                      |
| Vzestup vůči ose na jeden pár                   | 2,3 Å (0,25 nm)  | 3,32 Å (0,34 nm) | 3,8 Å (0,37 nm)          |
| Vzestup vůči ose na jednu otočku                | 28,2 Å (2,82 nm) | 33,2 Å (3,32 nm) | 45,6 Å (4,56 nm)         |
| Průměr                                          | 23 Å (2,3 nm)    | 20 Å (2,0 nm)    | 18 Å (1,8 nm)            |
| Konformace nukleosidu                           | anti             | anti             | C: anti, G: syn          |
| Konformace ribofuranózy                         | C3'-endo         | C2'-endo         | C: C2'-endo, G: C3'-endo |